# Grammy-díj a legjobb metalteljesítményért

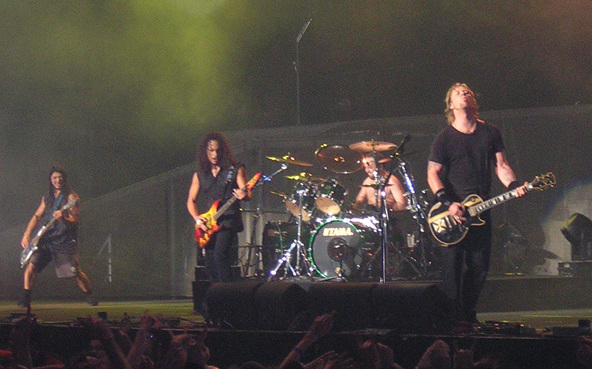
A kategória legsikeresebb előadója a Metallica, akik 8 jelölésből 6 alkalommal vehették át a Grammy-díjat.

A legjobb metalteljesítményért járó Best Metal Performance elnevezésű Grammy-díjat 1990-ben hozták létre a heavy metal műfajban alkotó előadók elismerésére, és utoljára 2011-ben adtak át.
1989-ben még Best Hard Rock/Metal Performance Vocal or Instrumental néven, a hard rock előadókkal közös kategóriában, díjazták a metalegyüttesek teljesítményét. Ebben az évben a Jethro Tull nyert Crest of a Knave című albumával a mindenki által befutónak várt Metallica …And Justice for All c. albumát megelőzve. Az eredmény miatt széles körben kritizálták a Grammy-díjat odaítélő National Academy of Recording Arts and Sciences (magyarul: Hangfelvételművészetek és -tudományok Nemzeti Akadémiája) intézetét, mivel több szakújságíró szerint a Jethro Tull zenéje se nem hard rock, se nem heavy metal.
Az Akadémia a botrány után a következő évben hozta létre a Best Hard Rock Performance és Best Metal Performance kategóriákat. Ennek ellenére továbbra is előfordult, hogy hard rock előadókat is jelöltek a "legjobb metalteljesítmény" díjára. 2012-ben és 2013-ban egyetlen közös kategóriába vonták össze a hard rock és heavy metal együttesek díjazását Best Hard Rock/Metal Performance néven. 2014-től viszont ismét külön kategóriában díjazzák a kiemelkedő metal alkotásokat.
1994-től kezdve csak kislemezen megjelent dalokat jelöltek a díjra, korábban teljes albumokat is. A legtöbbször (8 jelölésből 7-szer) a Metallica nyert, őket a Tool követi 3 győzelemmel. A Megadeth kapta a legtöbb jelölést eddig (13 alkalommal) és egyedül 2017-ben sikerült nyerniük. Azok közül, akik egyetlen egyszer sem nyertek még, legtöbbször a Ministry és az Anthrax (6-6 alkalommal) volt jelölve a díjra.

## 2020-as évek
| Év   | Díjazott                                                                            | További jelöltek |
| ---- | ----------------------------------------------------------------------------------- | --- |
| 2025 | Gojira, Marina Viotti és Victor Le Masne – Mea Culpa (Ah! Ça ira!)                  | - Judas Priest – Crown of Horns - Knocked Loose, Poppy közreműködésével – Suffocate - Metallica – Screaming Suicide - Spiritbox – Cellar Door |
| 2024 | Metallica – 72 Seasons (a 72 Seasons c. albumról)                                   | - Disturbed – Bad Man (a Divisive c. albumról) - Ghost – Phantom of the Opera (Iron Maiden-feldolgozás a Phantomime c. EP-ről) - Slipknot – Hive Mind (a The End, So Far c. albumról) - Spiritbox – Jaded (a The Fear of Fear c. EP-ről)                                                                    |
| 2023 | Ozzy Osbourne feat. Tony Iommi – Degradation Rules (a Patient Number 9 c. albumról) | - Ghost – Call Me Little Sunshine (az Impera c. albumról) - Megadeth – We'll Be Back (a The Sick, the Dying… and the Dead! c. albumról) - Muse – Kill or Be Killed (a Will of the People c. albumról) - Turnstile – Blackout (a Glow On c. albumról)                                                        |
| 2022 | Dream Theater – The Alien (az A View from the Top of the World c. albumról)         | - Deftones – Genesis (az Ohms c. albumról) - Gojira – Amazonia (a Fortitude c. albumról) - Mastodon – Pushing the Tides (a Hushed and Grim c. albumról) - Rob Zombie – The Triumph of King Freak (A Crypt of Preservation and Superstition) (a The Lunar Injection Kool Aid Eclipse Conspiracy c. albumról) |
| 2021 | Body Count – Bum-Rush (a Carnivore c. albumról)                                     | - Code Orange – Underneath (az Underneath c. albumról) - In This Moment – The In-Between (a Mother c. albumról) - Poppy – Bloodmoney (az I Disagree c. albumról) - Power Trip – Executioner’s Tax (Swing of the Axe) (a Live in Seattle 05.28.18 c. koncertalbumról)                                        |
| 2020 | Tool – 7empest (a Fear Inoculum c. albumról)                                        | - Killswitch Engage – Unleashed (az Atonement c. albumról) |

## 2010-es évek
| Év   | Díjazott                                                                                        | További jelöltek                                                                                |
| ---- | ----------------------------------------------------------------------------------------------- | ----------------------------------------------------------------------------------------------- |
| 2019 | High on Fire – Electric Messiah (az Electric Messiah c. albumról)                               | - Underoath – On My Teeth (az Erase Me c. albumról)                                             |
| 2018 | Mastodon – Sultan’s Curse (az Emperor of Sand c. albumról)                                      | - Meshuggah – Clockworks (a The Violent Sleep of Reason c. albumról)                            |
| 2017 | Megadeth – Dystopia (a Dystopia c. albumról)                                                    | - Periphery – The Price Is Wrong (a Periphery III: Select Difficulty c. albumról)               |
| 2016 | Ghost – Cirice (a Meliora c. albumról)                                                          | - Slipknot – Custer (a .5: The Gray Chapter c. albumról)                                        |
| 2015 | Tenacious D – The Last in Line (a This Is Your Life c. Ronnie James Dio tribute-albumról)       | - Slipknot – The Negative One (a .5: The Gray Chapter c. albumról)                              |
| 2014 | Black Sabbath – God Is Dead? (a 13 c. albumról)                                                 | - Volbeat feat. King Diamond – Room 24 (az Outlaw Gentlemen & Shady Ladies c. albumról)         |
| 2013 | Lásd a Grammy-díj a legjobb hard rock/metal teljesítményért összevont kategória díjazottjainál! | Lásd a Grammy-díj a legjobb hard rock/metal teljesítményért összevont kategória díjazottjainál! |
| 2012 | Lásd a Grammy-díj a legjobb hard rock/metal teljesítményért összevont kategória díjazottjainál! | Lásd a Grammy-díj a legjobb hard rock/metal teljesítményért összevont kategória díjazottjainál! |
| 2011 | Iron Maiden – El Dorado (az The Final Frontier c. albumról)                                     | - Slayer – World Painted Blood (a World Painted Blood c. albumról)                              |
| 2010 | Judas Priest – Dissident Aggressor (az A Touch of Evil: Live c. koncertalbumról)                | - Slayer – Hate Worldwide (a World Painted Blood c. albumról)                                   |

## 2000-es évek
| Év   | Díjazott | További jelöltek                                                                       |
| ---- | --- | -------------------------------------------------------------------------------------- |
| 2009 | Metallica – My Apocalypse (a Death Magnetic c. albumról)                                                    | - Slipknot – Psychosocial (az All Hope Is Gone c. albumról)                            |
| 2008 | Slayer – Final Six (a Christ Illusion c. albumról)                                                          | - Shadows Fall – Redemption (a Threads of Life c. albumról)                            |
| 2007 | Slayer – Eyes of the Insane (a Christ Illusion c. albumról)                                                 | - Stone Sour – 30/30-150 (a Come What(ever) May c. albumról)                           |
| 2006 | Slipknot – Before I Forget (a Vol. 3 (The Subliminal Verses) c. albumról)                                   | - Shadows Fall – What Drives the Weak (a The War Within c. albumról)                   |
| 2005 | Motörhead – Whiplash (Metallica-feldolgozás) (a Metallic Attack: The Ultimate Tribute c. válogatásalbumról) | - Slipknot – Vermilion (a Vol. 3 (The Subliminal Verses) c. albumról)                  |
| 2004 | Metallica – St. Anger (a St. Anger c. albumról)                                                             | - Stone Sour – Inhale (a Stone Sour c. albumról)                                       |
| 2003 | Korn – Here to Stay (az Untouchables c. albumról)                                                           | - Rob Zombie – Never Gonna Stop (The Red Red Kroovy) (a The Sinister Urge c. albumról) |
| 2002 | Tool – Schism (a Lateralus c. albumról)                                                                     | - System of a Down – Chop Suey! (a Toxicity c. albumról)                               |
| 2001 | Deftones – Elite (a White Pony c. albumról)                                                                 | - Slipknot – Wait and Bleed (a Slipknot c. albumról)                                   |
| 2000 | Black Sabbath – Iron Man (a The Best of Black Sabbath c. válogatásalbumról)                                 | - Rob Zombie – Superbeast (a Hellbilly Deluxe c. albumról)                             |

## 1990-es évek
| Év   | Díjazott | További jelöltek                                                                                    |
| ---- | --- | --------------------------------------------------------------------------------------------------- |
| 1999 | Metallica – Better Than You (a ReLoad c. albumról)                                                             | - Rammstein – Du hast (a Sehnsucht c. albumról)                                                     |
| 1998 | Tool – Ænema (az Ænima c. albumról)                                                                            | - Pantera – Cemetery Gates (az Official Live: 101 Proof c. koncertalbumról)                         |
| 1997 | Rage Against the Machine – Tire Me (az Evil Empire c. albumról)                                                | - Rob Zombie & Alice Cooper – Hands of Death (Burn Baby Burn) (a Songs in the Key of X c. albumról) |
| 1996 | Nine Inch Nails – Happiness in Slavery (a Woodstock '94 c. koncertalbumról)                                    | - White Zombie – More Human than Human (az Astro Creep: 2000 c. albumról)                           |
| 1995 | Soundgarden – Spoonman (a Superunknown c. albumról)                                                            | - Rollins Band – Liar (a Weight c. albumról)                                                        |
| 1994 | Ozzy Osbourne – I Don't Want to Change the World (a No More Tears c. albumról)                                 | - White Zombie – Thunder Kiss '65 (a La Sexorcisto: Devil Music, Vol. 1 c. albumról)                |
| 1993 | Nine Inch Nails – Wish (a Broken EP-ről)                                                                       | - Soundgarden – Into the Void (Sealth) (Black Sabbath-feldolgozás)                                  |
| 1992 | Metallica – Metallica (album)                                                                                  | - Soundgarden – Badmotorfinger (album)                                                              |
| 1991 | Metallica – Stone Cold Crazy (Queen-feldolgozás) (a Rubáiyát: Elektra's 40th Anniversary c. válogatásalbumról) | - Suicidal Tendencies – Lights...Camera...Revolution! (album)                                       |
| 1990 | Metallica – One (az …And Justice for All c. album dala)                                                        | - Soundgarden – Ultramega OK (album)                                                                |